# Plloçë
Plloçë är en bergstopp i Albanien. Den ligger i den nordöstra delen av landet, 70 km nordost om huvudstaden Tirana. Toppen på Plloçë är 2 235 meter över havet, eller 217 meter över den omgivande terrängen. Bredden vid basen är 2,2 km.
Terrängen runt Plloçë är bergig österut, men västerut är den kuperad. Plloçë ligger uppe på en höjd som går i nord-sydlig riktning.  
Omgivningarna runt Plloçë är en mosaik av jordbruksmark och naturlig växtlighet.  Runt Plloçë är det ganska glesbefolkat, med 28 invånare per kvadratkilometer.